# Shelley, West Yorkshire
Shelley är en ort i civil parish Kirkburton, i distriktet Kirklees, Storbritannien. Den ligger i grevskapet West Yorkshire och riksdelen England, i den centrala delen av landet, 250 km norr om huvudstaden London. Shelley ligger 217 meter över havet och antalet invånare är 5 359. Shelley var en civil parish 1866–1937 när blev den en del av Kirkburton. Civil parish hade 1 566 invånare år 1931. Byn nämndes i Domedagsboken (Domesday Book) år 1086, och kallades då Scelneleie/Sciuelei.
Terrängen runt Shelley är platt söderut, men norrut är den kuperad. Runt Shelley är det tätbefolkat, med 819 invånare per kvadratkilometer. Närmaste större samhälle är Huddersfield, 8,6 km nordväst om Shelley. Trakten runt Shelley består i huvudsak av gräsmarker.